# 엑타코
엑타코(ECTACO Inc., East-Coast Trading American Company Incorporated).는 전자사전, IT Device를 전문으로 제작하는 대한민국의 기업이다. 최고 경영자는 최영석이다.
2006년부터 한국법인이 운영되고 있으며 본사는 1989년 창시자는 David Lubaynitsky에 의해 미국 뉴욕에서 설립되어 19개국의 지부가 운영되고 있다. 이 회사는 초기 타제조사의 제품을 판매하던 리셀러(Reseller)였으나, 1990년 직접적으로 제품에 탑재될 하드웨어와 소프트웨어개발에 착수하였다. 미국 내 러시아와 폴란드 이민자가 최초 상업적 판매대상이었다.

## 한국법인 역사
- 2006년: ECTACO, Inc 공식에이전시 협정 체결

한국 최초 전자사전용 제2외국어 전용제품 출시, 총 180개국어
- 2007년: 제2외국어 전자사전 쇼핑몰 TUMA 설립

ECTACO, iTRAVL상표권출원과 ㈜유비윈, 랭귀지타운,RussiaBox 입점
- 2008년: 교보문고, 알라딘커뮤니케이션, YES24, 이엠넷, 아이디어키와 업무제휴

15개 언어를 자유롭게 변경하여 검색 가능한 사전 XL-1500 국내출시
링보대사전을 수록한 다국어 전자사전 800P EK-1600, iTRAVL NTL-1400, 1900출시
경향신문 대한민국 대표브랜드 대상 선정(출처)
- 2009년: ㈜애디스다이렉트, ㈜선경MNS와 업무제휴

서울 종로 영풍문고 내 직영점 설립
휴대용 광학문자판독스캐너 C-Pen 출시
프랑스어, 독일어, 스페인어, 베트남어, 태국어, 아랍어 전용 전자사전 NTL iTRAVL시리즈 출시
P900-ML13 출시
- 2010년: 두산동아 전자사전 공동사업 약정서 체결

전국 영풍문고 지점내 직영점 확장
핸드스캐너 C-Pen과 연결가능한 스캐너형 전자사전 P900 딜럭스시리즈 출시
- 2011년:서울지역 테크노마트점 판매점 개설

㈜아트라젠 총판 계약 체결
블루투스를 지원하고 안드로이드계열 스마트폰과 연결 가능한 핸드스캐너 C-Pen 3.5출시
180개국 세계사전과 전 콘텐츠 한국어화로 기능을 보강한 TransDic, ScanDic 출시

## 미국법인 역사
- ECTACO Inc. United State

## Speech Recognition technologies[11]
엑타코와 Defense Advanced Research Projects Agency에서 공동으로 개발된 최초의 음성인식기능이다.
주로 전자사전분야에 적용되었으며 현재(2011년) 이 기술이 적용된 모델로는 ScanDic, TransDic이 있다.
국가나 외국어의 대한 사전지식 없이 커뮤니케이션을 가능하게 하여, NATO, United Nations(UN), Organization for Security and Co-operation in Europe (OSCE) 와 미국방부,미 국립병원, FBI , United States Secret Service 등 수 많은 세계 각 연합과 국가에서 활용되고 있으며 이라크전에서도 활용된 바 있다.

## Text Translation, Language Teacher, U-Learn[12]
국내에서는 아직 개발되지 않았던 아랍, 포르투갈, 러시아 등 제2,3외국어에 대한 전자식 학습콘텐츠와 번역기 및 어학기 분야에서 솔루션을 제공한다. 이 기술이 적용된 모델로는 ScanDic, TransDic이 있다.

## 산하 브랜드
- iTravl[4] – 여행자에게 맞추어 실외에서 사용가능한 고출력 스피커, 고감도 마이크가 내장된 모델. NTL-ML13 Deluxe, NTL-1900 등의 제품이 있다.

- Lingvosoft[8]- 안드로이드, iOS, 윈도, Palm OS, Pocket PC에서 45개국 이상의 전자사전 솔루션을 제공하며 번역기와 오디오북, 플래쉬카드 등을 포함한다.

- Partner Series[3]- 학습용, 사무용 전자사전에 최적화한 모델. P900-ML13 Deluxe 등의 제품이 있다.

- Speech Guard[7]- 미 국방부, 연방수사국(FBI), 국정원, 경찰국 등 국.민간 행정 의사소통 목적으로 사용하는 모델.

- JetBook[5][6]- 전자책 eBook 전용리더. 아마존 Kindle, 아이리버 STORY와 같은 제품 군에 속한다.

- C-Pen[2]- 180개언어 이상의 문자를 편집가능한 문자로 판독하는 언어문자전용 판독스캐너. 현재 최신모델은 3.5버전으로 스마트폰과 Windows, Android OS에서 블루투스 무선연결 지원이 가능하다.